# Silas dos Santos Brindeiro
Silas dos Santos Brindeiro (oft nur kurz Silas oder Silas Brindeiro; * 14. Juli 1987 in Santarém; † 25. September 2018 in São Paulo) war ein brasilianischer Fußballspieler, der u. a. beim Schweizer Fußballverein Grasshopper Club Zürich in der Axpo Super League unter Vertrag stand.

## Karriere
Nach Stationen bei Mogi Mirim EC, Sete de Setembro EC, Petrolina Social FC, Afogadense FC und Vera Cruz FC, allesamt in den brasilianischen Bundesstaaten Pernambuco und São Paulo beheimatet, wechselte er Anfang 2009 auf Leihbasis zum portugiesischen Klub CD Trofense, der ihn aber umgehend an GD Ribeirão weitergab. Im Sommer 2009 wechselte er dauerhaft zu Trofense; im Juli 2010 ging er zum Grasshopper-Club nach Zürich in die Schweiz. Bei dem Klub blieb er nur bis zum Jahresende; dann ging er zurück in seine Heimat, wo er bis zu seinem Karriereende 2017 nur bei unterklassigen Klubs spielte.